# Castello di Reichenstein
Il castello di Reichenstein (in tedesco: Burg Reichenstein) è un castello nel comune di Arlesheim nel cantone di Basilea Campagna in Svizzera. È un sito del patrimonio svizzero di importanza nazionale.
È uno dei quattro castelli su un pendio chiamato Birseck che delimita la pianura del fiume Birs ed è il castello gemello del castello di Birseck.
Nel periodo 1245-1813 il castello fu di proprietà della nobile famiglia svizzera Reich von Reichenstein. Questa famiglia possedeva anche il castello di Landskron (Francia) e il castello di Inzlingen (Germania).